# Peter Risi
Peter Risi (16 de maio de 1950 - 11 de dezembro de 2010) foi um futebolista suíço que atuava como atacante.